# Монтережи

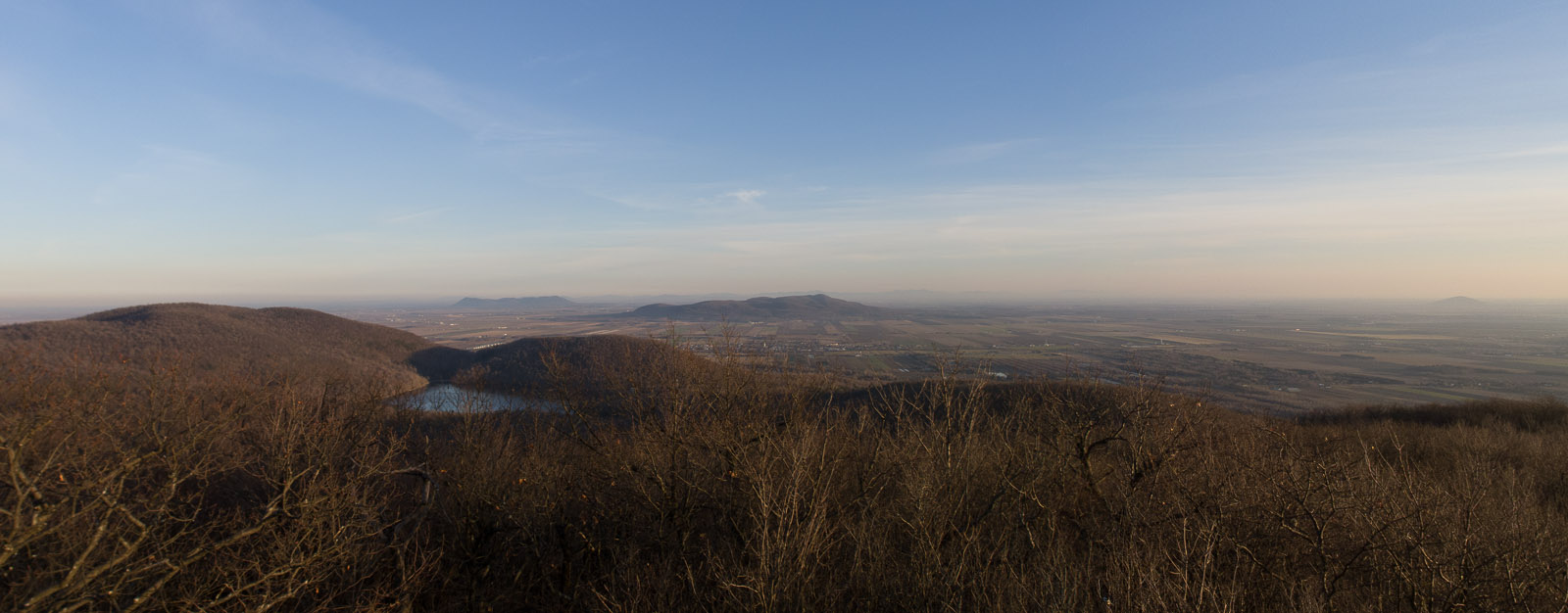
Четыре основных
(на переднем плане),
(слева),
(в центре),
(справа на заднем плане)

Монтережи́ (фр. Montérégie) — административная область Квебека, расположенная на южном берегу реки Святого Лаврентия, напротив Монреаля и на границе с США. Её название происходит от Монтережийских холмов, полностью находящихся на её территории, исключая гору Мон-Руаяль. Топоним Montérégie является латинизированной формой названия Мон-Руаяль (Mons regius — "Королевская гора"). Термин был создан геологом Фрэнком Доусоном Адамсом в 1903 году для обозначения соответствующей петрографической области. Область пересекается несколькими крупными реками (например, Ришельё, Ямаска и Акади). Она состоит из 14 графств и 178 местных муниципалитетов.
Монтережи — территория, объединяющая три собственно говоря административных подобласти и несколько графств. Территориальное управление области, таким образом, осуществляется в трёх различных Областных конференциях депутатов (РКД), независимых в пределах своей территории: Лонгёе (к югу от Монреаля), Востоке Монтережи и Валле-дю-О-Сен-Лоран (Сюруа). Каждая подобласть организована на тех же основаниях, как и другие административные области Квебека. 
Область является одновременно и городской (вторая по населению), и земледельческой. Её экономика основывается на сельском хозяйстве и производстве товаров и услуг. Туризм также играет значительную роль.
Издавна административная территория приходов Монтережи относилась к Сен-Жанской и Лонгёйской епархии.

## Наводнения
В 2011 область подверглась крупным наводнениям по течению реки Ришельё.

## Население

Карта области и графств Монтережи

- Население: 1 415 010 (2008)
- Площадь: 11 111 км²
- Плотность населения: 127,4 чел./км²
- Рождаемость: 10,8% (2006)
- Смертность: 6,4% (2006)
- Доля франкоязычных: 87,5%
- Доля англоязычных: 8,0%
- Средний доход на семью: 55 458$

Источник: Институт статистики Квебека

## Экономика
- Общий ВРП (2005) — $38 238 592,00 (2 из 17)
- ВРП на душу населения (2005) — $27 877,40 (10 из 17)

В Монтережи находятся головной офис компании Lassonde.

## Графства
- Боарнуа-Салаберри, главный город — Боарнуа (62 212 жит.)
- Бром-Миссискуа, главный город — Кауансвилл (54 531 жит.)
- Верхняя Ришельё, главный город — Сен-Жан-сюр-Ришельё (113 855 жит.)
- Верхняя Ямаска, главный город — Гранби (82 792 жит.)
- Верховье Святого Лаврентия, главный город — Хантингдон (21 657 жит.)
- Водрёй-Суланж, главный город — Водрёй-Дорион (133 886 жит.)
- Ла-Валле-дю-Ришельё, главный город — Белёй (114 236 жит.)
- Ле-Жарден-де-Нейпирвилл, главный город — посёлок Нейпирвилл (25 603 жит.)
- Ле-Маскутен, главный город — Сент-Иасент (83 092 жит.)
- Маргерит-Д'Иувиль, главный город — муниципалитет Вершер (72 837 жит.)
- Пьер-де-Сорель, главный город — Сорель-Траси (50 515 жит.)
- Рувиль, главный город — Маривиль (33 665 жит.)
- Руссильон, главный город — Делсон (158 999 жит.)
- Эктон, главный город — Актонвейл (15 402 жит.)

## Муниципалитеты вне графств
Лонгёйская агломерация (население ок. 400 000 чел.)
- Город Лонгёй
- Город Броссар
- Город Сен-Ламбер
- Город Бушервиль
- Город Сен-Брюно

## Коренные муниципалитеты вне графств
- Индейская резервация Аквесасне
- Индейская резервация Кахнаваке

## Основные муниципалитеты по населению
Основные города Монтережи с населением более 40 000 жителей приведены в порядке убывания:
- Лонгёй
- Сен-Жан-сюр-Ришельё
- Броссар
- Гранби
- Сент-Иасент
- Шатоге
- Бушевиль
- Салаберри-де-Валлифилд